# The House of Gold
The House of Gold er en amerikansk stumfilm fra 1918 af Edwin Carewe.

## Medvirkende
- Emmy Wehlen som Pamela Martin
- Joseph Kilgour som Douglas Martin / Gilbert Martin
- Hugh Thompson som Frank Steele
- Helen Lindroth som Mrs. Stanley Cartwright
- Maude Hill som Mrs. Allicia Temple